# 美国人类遗传学学会
美国人类遗传学学会（缩写ASHG）是1948年建立的人类遗传学学术组织，成员包括研究员、临床医生、学者、遗传咨询师等，有出版多个学术杂志，并颁发柯特·斯特恩奖、威廉·艾伦奖等多个遗传学奖项。

## 历任会长
- 1949 赫尔曼·约瑟夫·马勒
- 1950 劳伦斯·H·斯奈德
- 1953 克拉伦斯·保罗·奥利弗
- 1957 柯特·斯特恩
- 1960 李景均
- 1961 L·C·邓恩
- 1963 詹姆斯·F·克罗
- 1974 维克托·麦库西克
- 1978 艾尔弗雷德·克努森
- 1989 路易吉·路卡·卡瓦利-斯福扎
- 1990 C·托马斯·卡斯基
- 1993 珍妮特·罗利
- 2006 斯蒂芬·T·沃伦
- 2012 瑪莉-克萊爾·金